# Melrose (Ohio)
Melrose é uma vila localizada no estado norte-americano de Ohio, no Condado de Paulding.

## Demografia
Segundo o censo norte-americano de 2000, a sua população era de 322 habitantes. Em 2006, foi estimada uma população de 307, um decréscimo de 15 (-4.7%).

## Geografia
De acordo com o United States Census Bureau tem uma área de 2,2 km², dos quais 2,2 km² cobertos por terra e 0,0 km² cobertos por água.

## Localidades na vizinhança
O diagrama seguinte representa as localidades num raio de 12 km ao redor de Melrose.